# Lithobius rufus
Lithobius rufus är en mångfotingart som beskrevs av Muralevitch 1926. Lithobius rufus ingår i släktet Lithobius och familjen stenkrypare. Inga underarter finns listade i Catalogue of Life.